# Sunem
«  Sunamite » redirige ici. Pour l’article homophone, voir Sulamite.

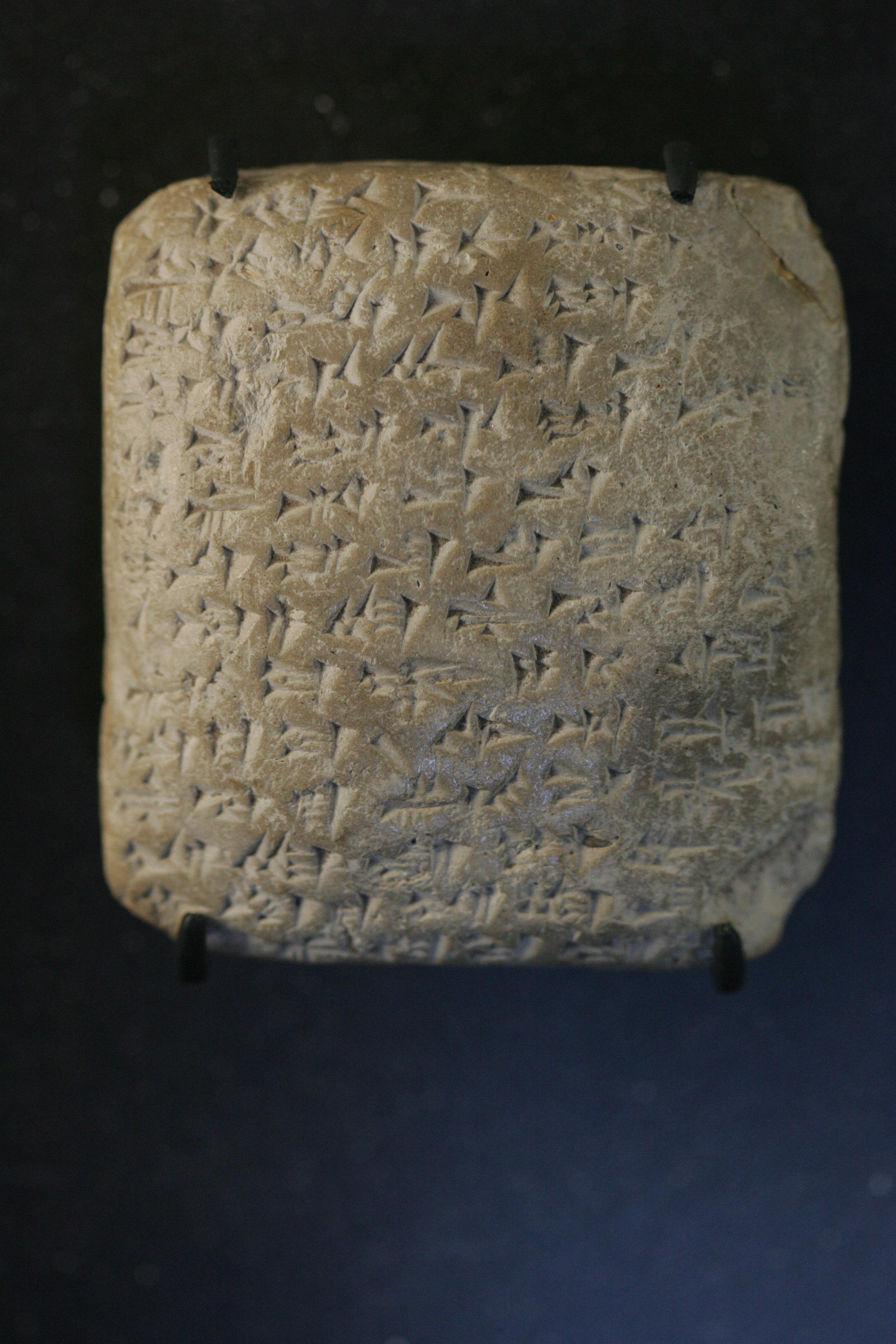
Une tablette d'Amarna mentionnant Sunem.

Sunem, Shunem ou Shunaam (שׁוּנֵם en hébreu, Σουνὰν en grec ancien) est un petit village mentionné à plusieurs reprises dans la Bible et dans des textes en hiéroglyphes. Les personnes qui habitaient ce village ou en étaient originaires sont appelés Sunamites.
Appartenant à la tribu d'Issacar, Sunem était situé près de la vallée de Jezreel, au nord du mont Guilboa. Il était peut-être proche de l'actuel Sulam (en), un village arabe du nord-est d'Israël.

## Mentions
- « Le quatrième lot revint à Issacar, même pour les enfants d'Issacar selon leurs familles. Et leur frontière était Jezreel, et Chesulloth, et Sunem »[1].
- Sunem est l'endroit où les Philistins ont campé lorsqu'ils ont combattu Saül, le premier roi d'Israël[3].
- Sunem était la ville natale d'Abisag, la compagne du roi David dans sa vieillesse[4]. Cette pratique de faire dormir un vieillard avec une jeune vierge est appelée « sunamitisme ».
- Le prophète Élisée fut accueilli à Sunem, avec hospitalité, par une femme riche[5], dont il ramena à la vie le fils décédé[6].
- Sunem est citée comme une localité conquise par les pharaons Thoutmôsis III et Sheshonq Ier[7],[8],[2].